# Língua judeu-provençal
A língua judeu-provençal ou shuadit (também chamada Chouhadite, Chouhadit, Chouadite, Chouadit) é uma língua judaico-românica extinta que era falada no Sul da França. Foram encontrados documentos escritos nessa língua do século XI na França, mas depois de grandes reduções em função das perseguições da Inquisição francesa, o idioma veio a se extinguir com a morte do último falante, Armand Lunel, em 1977. Alguns a consideram como um dialeto do Occitano.

## História
O desenvolvimento e a idade do Shuadit não estão claramente definidos pelos historiadores. O Latim, idioma de comércio e administração do Império Romano, se estendeu pela região com a conquista da Gália Transalpina por Júlio César, completada no ano 50 A.C. Há, sem dúvida, muito poucas evidências se o Shuadit se desenvolveu por adoção e alterações do Latim pela comunidade judia local, ou se descende de algum idioma bem mais antigo do que o Judeu-Latino. Outra possibilidade é de que a língua evoluiu por influência da escola de Narbona.

## Decadência
Em 1498 os Judeus foram expulsos do sul da França, numa diáspora que só se completou  três anos depois. Grande parte da comunidade judia  se dispersou para outras regiões, em especial Gênova e regiões da Alemanha. Apesar do decreto de expulsão, o Condado Venaissino estava sob domínio direto do Papa e uma pequena comunidade judia seguiu ali vivendo em relativo isolamento.
A partir da Revolução Francesa, quando foi permitido aos judeus que habitavam a área viver na França com plenos direitos de cidadania, o uso do Shuadit caiu rapidamente, tendo a extinção da língua ocorrido com a morte do último falante, Armand Lunel, em 1977.

## Diferenças
O Shuadit mostra uma série de características fonológicas que a fazem única entre os demais idiomas Judeus. O nome "Shuadit" significa literalmente "judeu", sendo a pronúncia em Shuadit da palavra hebraica "Yehudit".
Isso ocorreu porque o  /j) inicial passa a ser/ʃ/, e o /h/ é com freqüência extinta entre vogais. Assim, tivemos Yehudit→ Shehudit→ Sheudit→ Shuadit.
Em palavras herdadas do Hebraico e do Aramaico, as palavras ‘’samekh, sin’’ e ‘’thav’’ são todas pronunciadas /f/, como a palavra "fe". Cogita-se que dois fonemas /s/ se unem num único fonema /θ/, que logo deriva ao fonema /f/. Essa observação dá validade à teoria de que o Shuadit seja uma derivação de um idioma muito mais antigo (Judæo-Latin), mais do que uma  simples língua independente surgida no sul da França.
Em palavras derivadas do Latim, existe uma tendência a "ditongar /l/ e /ʎ/a /j/. Além disso, os fonemas /ʒ/ʃ/, bem como /dʒ/tʃ/, se reduzem a um único fonema /ʃ/.
Exemplos de língua provençal evoluindo para Shuadit:
Plus, filho, juge ---> pyus, feyo, šuše